# ساووکسکی
ساووکُسْکی (به فنلاندی: Savukoski) یک منطقهٔ مسکونی در فنلاند است که در لاپلند واقع شده‌است.

## خواهرخوانده
شهر یونا خواهرخواندهٔ ساووکسکی هست.